# Hespérie du barbon
Pour les articles homonymes, voir Barbon (homonymie).
Gegenes pumilio
Espèce
L’Hespérie du barbon (Gegenes pumilio) est une espèce de lépidoptères (papillons) de la famille des Hesperiidae, de la sous-famille des Hesperiinae et du genre Gegenes.

## Dénomination
Gegenes pumilio a été nommé par Hoffmannsegg en 1804.
Synonymes : Hesperia aetna Boisduval, 1840; Papilio pygmaeus Cyrillo, 1787; Philoodus lefebvrei Rambur, 1840.

### Noms vernaculaires
L'Hespérie du barbon se nomme Pigmy Skipper ou Dark Hottentot en anglais, Μεσογειακή εσπερίδα en grec, Cüce Zıpzıp en turc,.

### Sous-espèces
- Gegenes pumilio pumilio
- Gegenes pumilio gambica (Mabille, 1878)
- Gegenes pumilio monochroa (Rebel, 1907)

## Description
C'est un petit papillon d'une envergure de 26 mm à 28 mm au dessus marron foncé et au revers beige grisé. Comme tous les Hesperiidae il porte ses ailes antérieures partiellement redressées quand il est posé,.

## Biologie

### Période de vol et hivernation
L'Hespérie du barbon vole en deux à trois génération d'avril à octobre.

### Plantes hôtes
Les plantes hôtes de sa chenille sont des Poaceae (graminées) : Ehrharta erecta en Afrique, indéterminées en Europe, peut-être l'Herbe barbue Hyparrhenia hirta, graminée de rocailles sèches et bords de chemins du Var et des Alpes-Maritimes,.

## Écologie et distribution
L'Hespérie du barbon réside dans toute l'Afrique (et à Madagascar), en Europe et au Moyen-Orient sur la côte méditerranéenne, en Asie dans l'Himalaya et dans le nord de l'Inde,.
En Europe l'Hespérie du barbon se rencontre sur la côte méditerranéenne dans le sud de l'Espagne, à Majorque, en Sardaigne, en Sicile, à l'île d'Elbe, sur la côte ouest de l'Italie, à Malte, dans le sud de la Croatie et de la Serbie, en Albanie, régions côtières  de la Grèce et en Crète.
En France métropolitaine elle n'est présente que dans le Var et les Alpes-Maritimes.

### Biotope
L'Hespérie du barbon réside dans les milieux rocheux chauds et secs du littoral méditerranéen, en bordure de rivières et zones de suintement très ensoleillées.

### Protection
En France il est classé sur la liste rouge des espèces menacées. La dernière observation y date de 1997 et la plupart des biotopes connus entre Nice et Menton ont disparu à cause de l'urbanisation. Dans les Maures, ce sont les incendies qui ont détruit les stations. Il est possible que l'Hespérie du barbon ne soit plus présente en France.